# Fantaisie d'Holmès
La Fantaisie est une œuvre de musique de chambre pour clarinette et piano composée par Augusta Holmès en 1900.

## Contexte historique
Augusta Holmès compose sa Fantaisie pour clarinette en si bémol et piano en 1900. 